# Dottor Strange - Il mago supremo
Dottor Strange - Il mago supremo (Doctor Strange: The Sorcerer Supreme) è un film d'animazione distribuito solo in DVD e ispirato a Dottor Strange, eroe dei fumetti Marvel Comics. Prodotto dai Marvel Studios e da Lions Gate Entertainment nel 2007, il film s'incentra sulle origini del personaggio. È stato distribuito in Italia nell'agosto del 2009.

## Trama
In una notte del dicembre del 1992, una creatura mostruosa invisibile al normale occhio umano esce dalle fogne di New York e devasta la città, ma un gruppo di maghi interviene per fermarla, anch'essi invisibili. Il mostro viene ucciso, ma il capo degli stregoni è preoccupato perché quello non era il primo attacco e mai nessuna creatura si era così tanto avvicinata a un luogo da loro chiamato "il Santuario". Nel frattempo, il dottor Stephen Strange, abilissimo e arrogante neurochirurgo, vede tutta la scena, riuscendo incredibilmente a percepire la presenza dei maghi anche se invisibili.
Quella stessa notte Strange viene convocato nell'ufficio della dottoressa Gina Atwater, con la quale il dottore aveva un tempo avuto una relazione finita male per il suo pessimo carattere; la dottoressa gli mostra parecchi casi di bambini caduti in coma inspiegabilmente. Non appena ne sfiora uno, Strange si connette alla mente del bambino e vede i suoi incubi: un immenso volto scheletrico immerso nelle fiamme. Turbato, il dottore si congeda, ma nel tornare a casa vede sulla strada decine di spiriti di bambini, che sono gli stessi caduti in coma, e perde il controllo dell'auto precipitando in burrone.
Risvegliatosi dopo tre giorni in ospedale, Gina lo informa che non ha ferite gravi, ma che purtroppo non potrà più usare bene le mani, impossibilitandolo anche solo a usare un bisturi. Dopo un periodo di crisi tra alcool e vagabondaggio alla ricerca di una cura, arriva addirittura a suicidarsi lanciandosi da un ponte, ma viene salvato da un misterioso uomo che gli consiglia di recarsi in Tibet e che gli dona una mappa per un monastero in cui lo aiuteranno. Strange allora decide di chiedere aiuto a Gina per avere i soldi per raggiungere il lontano paese.
Giunto in Tibet raggiunge a fatica una piccola cittadella sulle montagne, abitata dai maghi, dove conosce il potente e saggio maestro Antico che si offre di prenderlo come suo discepolo; Strange accetta, credendo che ciò lo guarirà. Le prime sfide sono piuttosto complicate (pulire pavimenti e smontare muri, cose faticose con le mani rotte) e dopo tre giorni il dottore rinuncia capendo che non sarà così che le sue mani guariranno, andandosene così dal monastero.
L'Antico lo lascia andare, ma non appena Strange esce dalla cittadella una bufera di neve lo investe facendolo svenire. Attraverso i suoi sogni, Strange rivede ciò per cui non si è mai dato pace: la morte della sorella April per colpa di un tumore al cervello che lui non era riuscito a curare. L'Antico lo raggiunge in sogno e gli fa capire che non è dandosi pene che prenderà il suo posto nel mondo. Riuscendosi finalmente a perdonare per il suo passato, Strange torna al monastero.
Lì riprende i vecchi esercizi, ma le sue condizioni continuano a peggiorare; l'Antico allora gli fa capire che il dolore e la fatica sono solo nella sua mente e, dopo essere riuscito a padroneggiarla, le mani di Strange guariscono subito. Il dottore allora intraprende esercizi più elevati, tra cui combattere, creare spade e campi di forza e modellare gli elementi.
Intanto altri mostri invadono New York e i maghi intervengono per fermarli, riuscendoci ma a scapito di molte vite. Karl Amadeus Mordo, il generale degli stregoni, propone all'Antico di attaccare direttamente il loro mandante, ma questi rifiuta ricordandogli che non è il suo destino essere lo Stregone Supremo, ossia il più potente fra i maghi, poiché colui che coprirà questo ruolo sarà chi non ha mai desiderato esserlo (ossia proprio il dottor Strange). Mordo, furibondo, si offre per insegnargli allo scopo di ucciderlo facendolo sembrare un incidente, ma Strange riesce a respingerlo. Resosi conto della pericolosità di Mordo, l'Antico decide di assegnare a Strange un nuovo insegnante: Wong, lo stesso che lo aveva salvato quando aveva tentato il suicidio.
Strange in brevissimo tempo diventa uno stregone di gran lunga superiore ad ogni altro; il maestro allora lo conduce in un'antica villa di New York, dove si trova la porta per il Nexus, il punto d'incontro tra tutte le dimensioni, e gli rivela che loro sono i guardiani che impediscono che i mondi si mescolino. Anni prima, però, un mostruoso demone di nome Dormammu, Signore della Dimensione Oscura, riuscì ad aprirsi un varco e sottomise tutti gli universi tranne il nostro, ma quando era in procinto di attaccare la Terra l'Antico lo fermò rispedendolo nel suo regno, e i maghi uccisero tutte le sue creature.
L'Antico porta Strange davanti al portale della Dimensione Oscura; appena lo sfiora, il dottore rivede il mostro che aveva visto negli incubi dei bambini in coma. Racconta tutto all'Antico che così capisce che Dormammu vuole sfruttare la mente dei bambini per tornare sulla Terra e riconquistarla, e che è proprio dalla mente dei bambini che provengono i mostri che infestano New York.
Strange allora si reca all'ospedale insieme a Mordo per risvegliare i bambini, mentre gli altri maghi e l'Antico sorvegliano il portale. Mentre il dottore usa i suoi poteri per strappare i giovani dal controllo del demone, il perfido Mordo si allea con Dormammu, tradendo Strange, Wong e l'Antico, e cerca di uccidere il dottore che viene però salvato da Wong. Il demone allora ipnotizza tutti i bambini e ordina a Mordo di condurli verso il centro della città.
Intanto si risveglia anche Linnorm, un mostro al servizio del malvagio Dormammu formato da miliardi di piccole creature che divorano ogni essere vivente come locuste, che stermina tutti i maghi rimasti, venendo poi sconfitto dall'Antico, che viene però così indebolito. Approfittando di ciò, Mordo svela il suo tradimento e lo uccide.
Wong dona allora a Strange l'Occhio di Agamotto o, un potente oggetto magico datogli tempo prima dall'Antico, che solo lui può controllare. I due raggiungono poi Mordo e i bambini nel centro della città e, mentre Wong affronta Mordo, Strange cerca di liberare i bambini. Quando però Wong viene ferito, Strange lo aiuta sconfiggendo Mordo. Ormai è però troppo tardi: Dormammu sfrutta i bambini come un portale e fuoriesce sotto forma di un turbinio di fiamme, uccidendo Mordo perché lo ha deluso, per poi rubare l'Occhio di Agamotto o e dirigersi alla villa contenente il portale del Nexus.
Il Nexus viene così distrutto insieme alla villa e il demone riprende la sua vera forma: uno scheletro nero simile ad un minotauro, alto come un palazzo e completamente avvolto dalle fiamme. Dormammu porta le sue creature sulla Terra per sottometterla, ma Strange interviene per fermarlo. Tuttavia il demone è troppo potente per lo stregone, ma Wong gli ricorda che lui può controllare tutto con la sua mente e che Dormammu lo teme. Rinvigoritosi, Strange con il pensiero richiama a sé l'Occhio di Agamotto e assorbe tutta la fiamma di Dormammu, riducendolo ad un pallido scheletro che si disintegra perché ormai privo dei suoi poteri.
Le creature di Dormammu sono però ancora in giro, quindi Strange e Wong devono mettere su una nuova squadra di maghi per fermarle. Mentre Wong gira intorno al mondo alla loro ricerca, Strange entra in un sogno di Gina e le fa capire di essere cambiato. Al ritorno di Wong, il dottore fa per l'ultima volta visita alla tomba di April e ritorna alla villa contenente il portale per il Nexus, ora ricostruito, e si prepara ad accogliere la nuova generazione di maghi (di cui fa parte anche Claire) sotto i panni del potente Dottor Strange, Signore delle Arti Mistiche e Mago Supremo dell'Universo Marvel.

### Personaggi
- Dottor Stephen Strange: è l'eroe del film.
- Antico: è il più potente fra gli stregoni e aiuta Strange a diventare lo Stregone Supremo e il Signore delle Arti Mistiche.
- Wong: è un mago molto potente in grado di modellare la sabbia, insegnante ed amico del dottor Strange. Nel film salva Strange quando questi tenta il suicidio, per poi dargli una mappa perché giunga in Tibet per poi istruirlo.
- Dormammu: l'antagonista principale del film, è un demone malvagio sovrano della Dimensione Oscura che anni prima dell'inizio del film cercò di sottomettere tutti gli universi esistenti ma venne fermato dall'Antico.
- Karl Amadeus Mordo: l'antagonista secondario del film, è uno dei maghi discepoli dell'Antico, molto perfido, arrogante, iracondo e invidioso. Ciò lo porta spesso a non ascoltare gli ordini dell'Antico, facendo perdere la vita a molti maghi nelle missioni.
- Linnorm: è un mostro formato da miliardi di minuscoli esseri che si comportano come locuste, divorando ogni essere vivente che incontrano. Dopo la sconfitta del suo padrone Dormammu, si addormentò sotto New York, ma l'arrivo del demone sulla Terra lo risveglia.
- Gina Atwater: è l'interesse amorosa del Dottor Strange.

## Produzione
Il film è stato distribuito il 14 agosto 2007 negli Stati Uniti, in Islanda il 17 luglio 2008, in Ungheria il 18 febbraio 2010, in Germania il 14 giugno 2010, in Giappone l'8 agosto 2012 e in Italia nell'agosto del 2009.